# Mantheyus phuwuanensis
Genre
Espèce
Synonymes
- Ptyctolaemus phuwuanensis Manthey & Nabhitabhata, 1991

Mantheyus phuwuanensis, unique représentant du genre Mantheyus, est une espèce de sauriens de la famille des Agamidae.

## Répartition
Cette espèce se rencontre au Laos et dans le nord-est de la Thaïlande.

## Étymologie
Ce genre est nommé en l'honneur d'Ulrich Manthey pour ses contributions à l'herpétologie en Asie du Sud-Est. Son nom d'espèce, composé de phuwua et du suffixe latin -ensis, « qui vit dans, qui habite », lui a été donné en référence au lieu de sa découverte, le sanctuaire pour la nature de Phu Wua, situé dans le nord-est de la Thaïlande.

## Publications originales
- Ananjeva & Stuart, 2001 : The agamid lizard Ptyctolaemus phuwuanensis Manthey and Nabhitabhata, 1991 from Thailand and Laos represents a new genus. Russian Journal of Herpetology, vol. 8, no 3, p. 165-170.
- Manthey & Nabhitabhata, 1991 : Eine neue Agame, Ptyctolaemus phuwuanensis sp.n. (Sauria: Agamidae), aus Nordost-Thailand. Sauria, vol. 13, no 4, p. 3-6.